# Горещи новини (филм, 2009)
„Горещи новини“ (на руски: „Горячие новости“; на английски: Newsmakers)) е руски екшън филм от 2009 година на режисьора Андерс Банке, римейк на хонконгския Breaking news от 2004 година, за полицейска операция, превърната в риалити-шоу.

## Сюжет
Докато трае неудачна полицейска акция в центъра на Москва, група репортери успяват да заснемат събитията и провала на служителите, дори излъчвайки на живо. Докато полицейските началници трескаво търсят начин да реабилитират доброто име на службата си, се появява напористият шеф на „Връзки с обществеността“ с решение на проблема. Планът е полицията да поправи грешката си с акция, която да се излъчи в риалити формат по телевизията.

## Актьорски състав
- – Андрей Мерзликин
- – Евгени Циганов
- – Мария Машкова
- – Сергей Гармаш
- – Артьом Семакин
- – Юри Шликов
- – Давид Степанян
- – Олег Чернигов
- – Виктор Чепелов
- – Пьотър Ритов
- – Максим Коновалов
- – Алексей Франдети
- – Сергей Веснин
- – Павел Климов
- – Григорий Баранов